# Duque de Otranto
El Duque de Otranto (francés: Duc d'Otrante) es un título hereditario en la nobleza del Primer Imperio francés que fue otorgado en 1809 por el emperador Napoleón I a Joseph Fouché (1759-1820), un estadista francés y ministro de policía. Fouché había sido nombrado Conde del Imperio francés anteriormente.

## Historia
El ducado lleva el nombre de la ciudad de Otranto en la costa este de la península de Salento en Italia y se creó, bajo el nombre francés de Otrante, como un duché grand-feudo (un honor hereditario pero nominal) en el satélite Reino de Nápoles.
Los dos hijos menores de José, Armand (1800-1878) y Athanase (1801-1886), quienes se convirtieron en el tercer y cuarto duques de d'Otranto, se mudaron a Suecia en 1822. Los descendientes de Fouché son los únicos duques de Suecia cuyo título no es sueco.
La casa ducal de Fouché d'Otrante todavía existe en el Reino de Suecia, donde los duques han vivido desde el siglo XIX. En Suecia, se consideran parte de la nobleza no presentada.
A partir de 2017, el título está en manos de Charles-Louis Armand Fouché d'Otrante, octavo duque de Opera (nacido en Estocolmo, el 14 de marzo de 1986).

### Lista cronológica de los duques de Otranto
- 1809-1820: Joseph Fouché (1759-1820), primer duque de Otranto.
- 1820-1862: Joseph Fouché-Liberté (1796-1862), segundo duque de Otranto, hijo del primero.
- 1862-1878: Armand Fouché (1800-1878), III Duque de Otranto, hermano del anterior.
- 1878-1886: Atanasio Fouché (1801-1886), cuarto duque de Otranto, hermano del anterior.
- 1886-1910: Gustave Fouché d'Otrante (1840-1910), quinto duque de Otranto, hijo del anterior.
- 1910-1950: Charles-Louis Fouché d'Otrante (1877-1950), sexto duque de Otranto, hijo del primero.
- 1950-1995: Gustave Fouché d'Otrante (1912-1995), séptimo duque de Otranto, hijo del primero.
- 1995-Hoy: Charles-Louis Fouché d'Otrante (1986), octavo duque de Otranto, hijo del anterior.